# Teorija kašike
Teorija kašike je metafora koja se koristi da opiše količinu mentalne ili fizičke energije koju osoba ima na raspolaganju za svakodnevne aktivnosti i zadatke. Razvila ga je Kristin Miserandino kao način da se izrazi kako je to imati lupus. Koristila je kašike da bi vizuelno prikazala jedinice energije koje osoba može imati i kako je hronična bolest primorava da unapred planira dane i postupke, kako ne bi ostala bez energije, ili kašike, pre kraja dana. Od tada se primenjuje na druge pojave, kao što su druge smetnje u razvoju, problemi mentalnog zdravlja, marginalizacija i drugi faktori koji bi mogli da postave dodatni – često nevidljiv – teret nekim pojedincima.

## Poreklo
Termin kašike je postavila Kristin Miserandino 2003. godine u svom eseju „Teorija kašike“. Dok je jela sa prijateljicom, njena prijateljica je počela da je posmatra dok je uzimala lekove i iznenada je pitala kako je imati lupus. Ona je zgrabila kašike iz trpezarije u kojoj su sedeli i dala svojoj prijateljici pregršt kašika koje je prikupila. Kašičice su pomogle da pokaže način na koji ljudi sa hroničnim bolestima često započinju slobodne dane sa ograničenim stepenom energije. Broj kašika koje je njena prijateljica imala predstavljao je koliko energije je morala da potroši tokom dana.
Kako je njena prijateljica navela različite zadatke koje obavlja tokom dana, Kristin je uzimala kašiku za svaku aktivnost. Uzela je kašiku za kašikom dok njenoj prijateljici nije ostala samo jedna kašika. Njena prijateljica je tada izjavila da je gladna. Na šta je ona odgovorila da je za jelo potrebna druga kašika. Ako bi kuvala, za kuvanje bi bila potrebna kašika. Morala bi mudro da izabere svoj sledeći potez kako bi sačuvala energiju do kraja noći.

## Hronična bolest i teorija kašike
Oni sa hroničnom bolešću ili bolom su prijavili osećanja razlike i podele između sebe i osoba bez invaliditeta. Ova teorija i tvrdnja o terminu kašike se koristi za izgradnju zajednica za one sa hroničnim bolestima koje mogu podržavati jedni druge.
Kašike su vizuelni prikaz koji se koristi kao jedinica mere za kvantifikaciju količine mentalne i fizičke energije koju osoba ima na raspolaganju za aktivnosti životnih i produktivnih zadataka tokom određenog vremenskog perioda (npr. dan ili nedelja). Za svaku aktivnost je potreban određeni broj kašika, koji će se zameniti tek kada se osoba „puni“ tokom odmora. Osoba kojoj ponestane kašika nema drugog izbora nego da se odmara dok se kašike ne napune. Ovo ne znači da će odmor sigurno dati osobi više kašika. Za mnoge ljude sa hroničnim bolestima, san ne obavlja svoju normalnu funkciju obnavljanja energije. Takođe, mnoge osobe sa invaliditetom mogu imati poteškoće sa spavanjem, što dovodi do kontinuiranog nedostatka energije.
Zbog toga, mnogi ljudi sa hroničnim bolestima moraju da planiraju i racionišu svoju energiju tokom dana. Ovo je opisano kao glavna briga ljudi sa invaliditetom (povezanim sa umorom) ili hroničnim stanjem/bolešću/bolešću jer ljudi bez ovih invaliditeta obično nisu zabrinuti za energiju koja se troši tokom uobičajenih zadataka kao što su kupanje i oblačenje. Teorija objašnjava razliku i olakšava diskusiju između onih sa ograničenim rezervama energije i onih sa (naizgled) neograničenim energetskim rezervama.

## Druge upotrebe za teoriju kašike
Teorija kašike se od tada proširila širom zajednice osoba sa invaliditetom, pa čak i na marginalizovane grupe kako bi opisale iscrpljenost koja može pripisati njihovoj specifičnoj situaciji. Najčešće se koristi da se odnosi na iskustvo nevidljivog invaliditeta, jer ljudi koji nemaju spoljašnje simptome ili simbole svog stanja često doživljavaju kao lenje, nedosledne ili loše veštine upravljanja vremenom od strane onih koji ne znaju iz prve ruke o tome kako je živeti sa hroničnom bolešću ili invaliditetom. Naomi Čenej je opisala kako se taj izraz takođe proširio na upotrebu od strane nekih u široj zajednici osoba sa invaliditetom, i na kraju je radno sposobna zajednica pokušala da ga prisvoji za druge svrhe, da se odnosi na nehronične oblike umora i mentalne iscrpljenosti – koje ona pripisuje ljudima sa nevidljivim invaliditetom da su ponekad marginalizovana grupa čak i unutar zajednice osoba sa invaliditetom.
Oni koji imaju probleme sa mentalnim zdravljem kao što su anksioznost ili depresija mogu na sličan način naći izazov da se bave naizgled jednostavnim zadacima tokom dana ili da se nose sa krizom. Transrodnoj osobi takođe može biti iscrpljujuće da se bavi svakodnevnim životom koji je pogrešno rodjen i da se bavi aspektima rodne disforije. Teorija kašike bi se čak mogla koristiti da se pokaže iscrpljenost kod novorođene bebe, jer ovo vreme može dovesti do nedostatka sna.

## Bibliografija
- Alhaboby, Zhraa A.; Barnes, James; Evans, Hala; Short, Emma (2017). „Challenges Facing Online Research: Experiences from Research Concerning Cyber-Victimisation of People with Disabilities”. Cyberpsychology: Journal of Psychosocial Research on Cyberspace. 11 (1). Art. 8. ISSN 1802-7962. doi:10.5817/CP2017-1-8 .
- Alhaboby, Zhraa A.; Barnes, James; Evans, Hala; Short, Emma (2018). „Disability and Cyber-Victimization”.  Ур.: Schatz, J. L.; George, Amber E. The Image of Disability: Essays on Media Representations. Jefferson, North Carolina: McFarland & Company. стр. 167ff. ISBN 978-1-4766-6945-8.
- Conrad, Sarah (2017). „Consider the Spoons: An Embodied Relational Approach to Incorporating Those with Persistent Fatigue into Eco-Activism”.  Ур.: Nocella, Anthony J.; George, Amber E.; Schatz, J. L. The Intersectionality of Critical Animal, Disability, and Environmental Studies: Toward Eco-Ability, Justice, and Liberation. Lanham, Maryland: Lexington Books. стр. 79–97. ISBN 978-1-4985-3443-7.
- Gonzalez-Polledo, Elena (2016). „Chronic Media Worlds: Social Media and the Problem of Pain Communication on Tumblr”. Social Media + Society. 2 (1): 205630511662888. ISSN 2056-3051. doi:10.1177/2056305116628887 .